# 加藤和夫
加藤 和夫（かとう かずお、1928年〈昭和3年〉1月1日 - ）は、日本の俳優・声優。本名は同じ。
東京府出身。明治学院大学中退。文学座、劇団昴を経て、おぎいくこ事務所に所属していた。

## 来歴・人物
1946年に文学座に入団。1963年、文学座を退団し、劇団雲の結成に参加する。劇団欅を経て、1976年に劇団昴の創立に参加。
昴を退団した後は、テレビドラマを中心に活躍。善良な小市民から悪徳企業の重役や顧問弁護士といったホワイトカラー系のインテリ悪役まで、多彩な役柄を演じた。
1997年10月7日放送の『母を看取る朝』（ABC）を最後に映画やドラマなどのメディア出演が途絶えており、 VIPタイムズ社より刊行されている日本タレント名鑑の2004年度版に掲載されているが、以後の活動については不明。
特技はスケート。

## 出演

### 映画
- 生きものの記録（1955年）
- 私は貝になりたい（1959年）
- 天国と地獄（1963年）
- 怪談せむし男（1965年）
- 星よ嘆くな 勝利の男（1967年）
- 吸血鬼ゴケミドロ（1968年）
- どですかでん（1970年）
- 父ちゃんのポーが聞える（1971年）
- 初めての愛（1972年）
- 野獣狩り（1973年、東宝） - 団捜査一課長
- 人間革命（1973年）
- 日本沈没（1973年） - 三村秘書官[4]
- 野獣死すべし 復讐のメカニック（1974年）
- ノストラダムスの大予言（1974年） - 学者A[4]
- 動脈列島（1975年）
- 告訴せず（1975年）
- 東京湾炎上（1975年） - 担当官[4]
- 日本の黒幕（1979年）
- 地震列島（1980年） - 一之江教授[4]
- 小説吉田学校（1983年）
- 乱（1985年）
- BE FREE!（1986年）
- そろばんずく（1986年）
- 快盗ルビイ（1988年）
- 敦煌（1988年）
- 社葬（1989年）
- おろしや国酔夢譚（1992年）

### テレビドラマ
- ザ・ガードマン（TBS / 大映テレビ室）
  - 第28話「暗黒の掟」（1965年）
  - 第43話「顔の消えた男」（1965年）
  - 第68話「赤い関係」（1966年）
  - 第94話「美しいスパイたち」（1967年）
  - 第106話「太陽に向って大追跡」（1967年）
  - 第133話「五十万人の中の誘拐」（1967年）
  - 第182話「サラリーマン・殺人旅行」（1968年）
  - 第190話「銀行は真昼に襲え」（1968年）
  - 第191話「真夜中の客」（1968年）
  - 第248話「初詣強盗団」（1970年）
  - 第264話「宝石と女の戦争」（1970年）
  - 第267話「幽霊船死の海を行く」（1970年）
  - 第281話「団地奥さんヌードの悲劇」（1970年）
  - 第285話「ひばりの愛の逃亡姉妹」（1970年）
  - 第290話「荒野の大列車襲撃」（1970年）
  - 第307話「教育ママの裏口入学作戦」（1971年）
  - 第314話「女二人ヨーロッパ珍道中」（1971年）
  - 第318話「夫を盗まれた妻の復讐」（1971年）
  - 第335話「16歳で結婚! 女はつらいネ」（1971年）
  - 第348話「今晩ワ! 私は死のセールスマン」（1971年）
- キイハンター（TBS / 東映）
  - 第26話「魔女がベルを鳴らすとき」（1968年）
  - 第114話「乾杯! 殺人スコッチ」（1970年） - 白川
  - 第147話「暗殺団と強盗団 スキーで珍道中」（1971年）
  - 第206話「華麗な死体の部屋」（1972年）
  - 第252話「冒険また冒険 探偵小僧大奮戦!」（1973年） - 支配人
  - 第261話「魔女と黒猫が踊る夜」（1973年）
- ポーラテレビ小説 / パンとあこがれ（1969年、TBS） - 石川徹元
- 新三匹の侍 第6話「俺が女にした女」（1970年、CX / 松竹） - 刈谷石州
- 徳川おんな絵巻 第1話「尾張公の遊女妻」、第2話「女の生地獄」（1970年、KTV / 東映）
- 男たちのブルース（1970年、YTV） - 今井社長
- 男は度胸 （1970年、NHK） - 徳川綱豊
- 特別機動捜査隊（NET / 東映）
  - 第517話「華麗なる沈黙の街」 (1971年)  - 迫田
  - 第522話「思い出の女」 (1971年)  - 安藤
  - 第527話「焼死体と五人の女」 (1971年)  - 渡辺
  - 第725話「拳銃」 (1975年)  - 稲川
- 荒野の素浪人 第1シリーズ 第4話「狙撃 関八州取締り」（1972年、NET/ 三船プロ）
- 青春をつっ走れ 第11話「男の涙はなぜ熱い!」（1972年、CX / 松竹） - 北見松五郎
- 快傑ライオン丸 第23話「蛇と蝎の怪人ダカツ」（1972年、CX / ピープロ） - 影
- ライオン奥様劇場 / 落城の舞い（1972年、CX / NMC） - 井田秋政
- プレイガール （1972年、12ch / 東映）
  - 第171話「怪談 恐怖の吸血幽霊」 - 大塚茂（大塚病院院長）
  - 第177話「裸の女をなぜ狙う」 - 河本※加藤秋夫名義
- 銭形平次（CX / 東映）
  - 第346話「悪徳同心」（1972年） - 楠四郎右ヱ門
  - 第661話「父ぅちゃんガンバレ」（1979年） - 千賀寿安
  - 第715話「浪人長持唄」（1980年） - 佐渡屋
- 太陽にほえろ!（NTV / 東宝）
  - 第67話「オリの中の刑事」（1973年） - 倉田署長（城北署）
  - 第166話「噂」（1975年） - 鷲尾医院院長
  - 第185話「虹」（1976年） - 藤田繁（東城工業経理部長）
  - 第266話「逃亡者」、第267話「追跡者」（1977年） - 庄田聡一（新世界商事経理部長）
  - 第308話「新しき家族」（1978年） - 前島専務
  - 第412話「似顔絵」（1980年） - 川崎編集長（共和出版）
  - 第456話「ボス、俺が行きます!」（1981年） - 上野弁護士
  - 第503話「山さんとラガー」（1982年） - 早川産科病院院長
  - 第579話「鳩の舞う街」（1983年） - 東都大学医学部研究所所長
  - 第669話「刑事にだって秘密はある!」（1985年） - 阿部一雄教諭
  - 第678話「山村刑事の報酬なき戦い」（1986年） - 楠正芳（八崎署署長）
  - 第702話「教室」（1986年） - 緑台小学校校長
- アイフル大作戦（TBS / 東映）
  - 第6話「キャーッ!空から死体と札束が」（1973年）
  - 第48話「パトカーのガソリン盗難事件」（1974年） - 伊佐山
- 非情のライセンス（NET / 東映）
  - 第1シリーズ 第11話「兇悪の腕」（1973年） - 村上
  - 第2シリーズ 第106話「黙秘」（1976年） - 糸山芳雄
- 必殺シリーズ（ABC / 松竹）
  - 必殺仕置人 第24話「疑う愛に迫る魔手」（1973年） - 角屋金蔵
  - 助け人走る 第13話「生活大破滅」（1974年） - 飯島
- イナズマン 第3話「黒い死を呼ぶファントム地獄!」（1973年、NET / 東映） - 藤波博士
- バーディー大作戦（TBS / 東映）
  - 第19話「幽霊と同棲する女」（1974年）
  - 第46話「芸術的に女を殺せ!」（1975年）
- 傷だらけの天使 第1話「宝石泥棒に子守唄を」（1974年、NTV / 東宝） - 課長
- 華麗なる一族（1975年、MBS / 東宝） - 夏目大同銀行専務
- 新宿警察 第15話「脅迫電話」（1975年、CX / 東映） - 城南大学教授
- 大非常線 第7話「挑戦」　(1976年、NET/東映)　-村井東成商事部長
- 大都会 闘いの日々 第11話「大安」（1976年、NTV / 石原プロ） - 長沢支配人（東洋会館）
- 大江戸捜査網（12ch→TX / 三船プロ→G・カンパニー）
  - 第228話「芸者殺しの罠」（1976年） - 町奉行・保坂美濃守
  - 第380話「殺しを呼ぶひつじ年の娘」（1979年） - 竹内善十郎
  - 平成版
    - 第1シリーズ
      - 第4話「山男に抱かれた女」（1990年11月2日） - 松崎屋庄三郎
      - 第23話「賭場破り桜吹雪」（1991年3月29日） - 鹿野主膳

    - 第2シリーズ
      - 第11話「五万石騒動! にわか若君との哀しき初恋」（1991年12月20日） - 内藤宗憲
      - 第22話「地獄から来た虚無僧」（1992年3月13日） - 岩崎典膳
- Gメン'75（TBS / 東映）
  - 第73話「バカ!大人のバカ!!」（1976年） - 中原署署長
  - 第141話「団地奥様族の犯罪」（1978年） - 丸谷社長
  - 第154話「女刑事・初めての体験」（1978年） - 加藤直美のパトロン
  - 第255話「女が掘った落し穴」（1980年） - 小倉隆（東都大学医学部教授）
  - 第278話「エマニエル連続殺人事件」（1980年） - 松川治郎
  - 第300話「盗まれた女たち」、第301話「盗まれた女たち PART2」（1981年） - 木谷支店長
  - 第314話「赤いレインコートの暗殺者」（1981年） - 城西署署長
- 前略おふくろ様 第2シリーズ 第21話（1977年、NTV / 渡辺企画） - 医師
- 横溝正史シリーズ / 三つ首塔（1977年、MBS / 東宝） - 黒川弁護士
- 遠山の金さん 第1シリーズ 第95話「殺しが呼んだ恋月夜」（1977年、ANB  / 東映） - 島崎平右衛門（南町与力）
- 桃太郎侍（NTV / 東映）
  - 第63話「泣き笑いさむらい人生」（1977年） - 牧野定重
  - 第98話「飛び立った雉の与之助」（1978年） - 畠山早雲
  - 第225話「桃太郎一家全員失業!」（1981年） - 大島出雲守
  - 第243話「阿波から天女がやって来た」（1981年） - 柳川刑部
- 破れ奉行 第33話「深川奉行危機一髪!」（1977年、ANB / 中村プロ） - 各務甚左衛門
- 土曜ドラマ（NHK）
  - 松本清張シリーズ・たずね人（1977年） - 編集長
  - 松本清張シリーズ・けものみち（1982年） - 刑事部長
  - 松本清張シリーズ・波の塔（1983年）
- 大河ドラマ（NHK）
  - 黄金の日日（1978年） - 松井友閑
  - 草燃える（1979年） - 工藤祐経
  - 徳川家康（1983年） - 木曾義昌
  - 山河燃ゆ（1984年） - 外務次官　
  - 花の乱（1994年） - 季瓊真蘂
- 特捜最前線（ANB / 東映）
  - 第87話「母・殺意のカンバス!」（1978年）
  - 第105話「さようなら、高杉刑事!」（1979年）
  - 第121話「マニキュアをした弁護士!」（1979年）
  - 第189話「犯罪紳士録に載っている男!」（1980年）
  - 第244話「消えた聖女・恐怖の48時間!」（1982年）
  - 第338話「午前0時30分の証言者!」（1983年）
  - 第390話「判決・愛が裁かれるとき!」（1984年）
  - 第425話「あるサラリーマンの死!」（1985年）
- 新幹線公安官 第2シリーズ 第23話「青春の逆流」（1978年、ANB / 東映） - 山根健太郎の父
- ゆうひが丘の総理大臣 第9話「淋しさなんかに負けません!」（1978年、NTV / ユニオン映画） - 小島の父
- 薔薇海峡 （1978年、TBS）
- 大空港 第26話「真実の愛 空港ホテル殺人事件の謎を追え!」（1979年、CX / 松竹） - 松本（JALパイロット）
- 俺たちは天使だ!（NTV / 東宝）
  - 第10話「運が良ければ特ダネだ」（1979年） - 海山建設社員
  - 第18話「運が良ければ次期社長」（1979年） - 菊村社長
- 不毛地帯（1979年、MBS）
- 半七捕物帳 第18話「金の蝋燭」（1979年、ANB / 歌舞伎座テレビ）※尾上菊五郎版 - 浜村
- 騎馬奉行 第1話「憎い男の初仕事」（1979年、KTV / 東映）
- 長七郎天下ご免!（ANB / 東映）
  - 第1話「日本晴大江戸囃子」（1979年） - 阿部備中守
  - 第81話「慕情に散った虚無僧寺」（1981年） - 岡部又四郎
  - 第111話「真実の証のいれずみ命」（1982年） - 田原屋清右衛門
- 鉄道公安官 第39話「女子大生探偵旅行」（1980年、ANB / 東映） - 石井
- 江戸の牙 第15話「遺恨 鮮血の伴天連印」（1980年、ANB / 三船プロ） - 大和田左近
- 噂の刑事トミーとマツ 第1シリーズ（TBS / 大映テレビ）
  - 第38話「久美子! 恋の三角レースだよン」（1980年）  - 安井弁護士
  - 第50話「トミマツもん絶! 花嫁が消えた」（1980年）  - 伊東
- 大捜査線→大捜査線シリーズ 追跡（1980年、CX / ユニオン映画）
  - 第13話「標的という名の女」
  - 第37話「朝日のあたる家」
- 大激闘マッドポリス'80 第10話「処刑儀式」（1980年、NTV / 東映） - 佐山副社長
- 猿飛佐助 第11話「甲賀忍法 風神火傘」（1980年、NTV / 国際放映） - 幻心
- 仮面ライダー (スカイライダー) 第52話「洋の父が生きていた! 改造人間FX777とは?」、第53話「魔神提督の最期! そして大首領の正体は?」（1980年、MBS / 東映） - 筑波洋太郎[5]
- 旅がらす事件帖 第17話「明日に別れのたむけ花」（1981年、KTV / 国際放映） - 尾張屋嘉兵衛
- 西部警察（ANB / 石原プロ）
  - 第69話「マシンX爆破命令」（1981年） - 佐伯警視監
  - 第112話「ワイルド刑事ハート」（1982年） - 鳴神俊一郎
- ザ・ハングマンシリーズ（ABC / 松竹芸能）
  - ザ・ハングマン 第21話「替え玉合格の悪ガキは十三階段へ」（1981年） - 沢井部長（パール観光総務部）
  - 新ハングマン 第22話「ホテトル嬢の口をふさぐ好色官僚」（1984年） - 磯崎国三郎（土木省開発局長）
  - ザ・ハングマン6 第15話「さらば友よ! グッドラック!」（1987年） - 相沢祥次郎（東興開発専務）
- 影の軍団II 第4話「白蛇の罠」（1981年、KTV / 東映）- 佐久間主膳
- 大岡越前（TBS / C.A.L）
  - 第6部 第6話「死を占った女」（1982年4月12日） - 角屋弥太夫
  - 第8部 第6話「嘘つき婆さんの恩返し」（1984年9月10日） - 相模屋
  - 第10部 第16話「名乗り出た三人の下手人」（1988年6月13日） - 久兵衛
  - 第12部
    - 第3話「悪に溺れた凄腕同心」（1991年10月28日） - 浅沼重四郎
    - 第12話「将軍救った鉄拳仁術」（1992年1月6日） - 滝口夙川

  - 第13部 第12話「金の亡者は悪検校」（1993年2月1日） - 杉本修理
- 陽あたり良好!（1982年、NTV / 東宝）
- 阪急ドラマシリーズ / 青春INGS ゆう子とヘレン（1982年、KTV / 宝塚映画）
- 土曜ワイド劇場（ANB）
  - 女弁護士 朝吹里矢子 第7作「モーテルの女が消えた!」（1983年、東映）
  - 西村京太郎トラベルミステリー 第9作「寝台急行“銀河”殺人事件」（1986年、東映） - 青木局長
  - 探偵・神津恭介の殺人推理 第9作「こだま号遠隔マジック!? 人形はなぜ殺される?」（1990年、松竹）
  - 松本清張作家活動40年記念ドラマSP・一年半待て（1991年、松竹） - 裁判長
- 水戸黄門（TBS / C.A.L）
  - 第14部
    - 第21話「鬼が棲んでた地獄島 -佐渡-」（1984年3月19日） - 大井長門守
    - 第32話「灘の庄助なぜ酔っぱらう -灘-」（1984年6月4日） - 富田屋重吉

  - 第15部 第37話「悪乗り八兵衛若旦那 -熊谷-」（1985年10月7日） - 入谷六郎左衛門
  - 第17部 第10話「泣き笑い献上仏壇 -尾張-」（1987年11月2日） - 曽田監物
  - 第18部
    - 第13話「船幽霊の謎を解け -敦賀-」（1988年12月5日） - 浜田屋
    - 第21話「化け猫の仇討ち -久留米-」（1989年2月6日） - 谷村主膳

  - 第19部 第13話「待ったなし人間将棋 -天童-」（1989年12月18日） - 海老屋加兵衛
  - 第20部
    - 第12話「悪を糺す阿波踊り -徳島-」（1991年1月28日） - 大滝屋武兵衛
    - 第26話「育ての親はだめ親父 -荻-」（1991年5月6日） - 長門屋
    - 第36話「因果が巡る銘刀宗近 -高田-」（1991年7月15日） - 北見屋

  - 第21部 第17話「御老公の助っ人仁義 -丸亀-」（1992年7月27日） - 備中屋
  - 第22部 第18話「娘が綺麗になる方法 -島原-」（1993年9月13日） - 肥前屋
  - 第23部
    - 第15話「格さんは偽りの夫 -小浜-」（1994年11月14日） - 井桁屋
    - 第35話「悪を狙う謎の虚無僧 -彦根-」（1995年4月10日） - 番場屋
- 時代劇スペシャル / 怪談津の国屋 半七捕物帳（1984年、CX / 国際放映） - 池田屋十右衛門
- 土曜グランド劇場（NTV）
  - 事件記者チャボ! 第25話「息子は無実! 怒れチャボ!!」（1984年、ユニオン映画） - 服部代議士
  - 家なき子（1994年）
- 新大型時代劇 / 真田太平記（1985年、NHK）
- 特命刑事ザ・コップ 第47話「甘いベッドに死ばれ!」（1985年、ABC / テレキャスト）
- 連続テレビ小説 / はね駒（1986年、NHK） - 小野寺建碩
- ジャングル 第1話「バラバラ事件・その1」（1987年、NTV / 東宝） - 銀行支店長
- 絢爛たる流離 （ANB / 松竹）
  - 第2話「銀座の女の完全犯罪」（1987年） - 宝石店の番頭
  - 第4話「年上令嬢の危険な誘惑」（1987年）
- 火曜サスペンス劇場（NTV）
  - 蝶たちの殺意（1983年、松竹） - 咲村貞夫
  - ペイパーハネムーン（1987年）
  - 女監察医・室生亜季子 第7作「もう一つの指紋」（1989年、東映） - 矢野副院長
  - 浅見光彦ミステリー 第8作「琵琶湖周航殺人歌」（1990年、近代映画協会） - 加賀義男
  - 突然、夫に死なれて（1990年、NTV映像センター） - 島田真吉
  - 黄金を抱いて翔べ（1991年、NTV映像センター）
- 江戸を斬るVII 第16話「陰謀砕く孤独の剣」（1987年、TBS / C.A.L） - 隈部備前
- 名奉行 遠山の金さん 第1シリーズ 第17話「噂におびえる少女」（1988年、ANB / 東映） - 近江屋
- 銀河テレビ小説 / 総務部総務課山口六平太（1988年、NHK） - 北野常務 ※オープニングでは「加藤常務」と誤記
- 暴れん坊将軍III 第99話「女ふたり 許されぬ夢!」（1991年、ANB / 東映） - 三州屋治兵衛
- はぐれ刑事純情派（ANB / 東映）
  - 第4シリーズ 第17話「湯煙り北陸路安浦刑事の婚前旅行!?」（1991年） - 保科隆一郎
  - スペシャル 「ギリシアエーゲ海殺意の旅 遺産相続をめぐる女の斗い」（1992年） - 塚田常雄
- 火曜ミステリー劇場 / 十津川警部の反撃（1991年、ANB / 東映） - 三上警視
- 金曜時代劇 / 腕におぼえあり（1992年、NHK） - 村島宗順
- 池中玄太83キロ さよならスペシャル（1992年、NTV） - 大京通信社・社長
- 寝たふりしてる男たち（1995年、YTV）
- 夫婦の見積り 私は女引越し屋1（1996年6月6日、TX）
- ヒロシマ 原爆投下までの4か月（1996年8月、NHK） - 近衛文麿
- 母を看取る朝（1997年10月7日、ABC）

### 吹き替え

#### 担当俳優
- ジョージ・C・スコット 
  - イルカの日（ジェイク・テレル）
  - 海流のなかの島々（トーマス・ハドソン）
  - 天地創造（アブラハム）

- ピエトロ・ジェルミ 
  - 刑事（イングラヴァロ警部）※NHK版
  - 鉄道員（アンドレア・マルコッチ）※NETテレビ版
  - わらの男（アンドレア）

#### 映画
- 愛の嵐（クラウス / フィリップ・ルロワ）※日本テレビ版（BD収録）
- 海底二万哩（アロナクス教授 / ポール・ルーカス）
- 凱旋門（ラヴィック / シャルル・ボワイエ）
- 殺しの許可証（アラン・カーティス / ダーク・ボガード）
- サマータイム・キラー（ジョン・カイリー / カール・マルデン）
- 唇からナイフ（ガブリエル / ダーク・ボガード）※テレビ版（BD収録）
- 大逆転（モーティマー・デューク / ドン・アメチー）※フジテレビ版
- ダイヤルMを廻せ!（トニー / レイ・ミランド）
- 叛逆者（デヴェンター大佐 / クラーク・ゲーブル）
- フランソワの青春（フィリップ / ピエール・ジメール）
- 砲艦サンパブロ（コリンズ大尉 / リチャード・クレンナ）
- 歴史は夜作られる（ポール・デュモン / シャルル・ボワイエ）※フジテレビ版1

#### ドラマ
- アガサ・クリスティー ミス・マープル バートラム・ホテルにて（デレク・ラスコム大佐）
- インベーダー（オープニングナレーター）
- インディ・ジョーンズ/若き日の大冒険
- 刑事コロンボ・黄金のバックル（エドワード / ティム・オコナー）

### テレビアニメ
- 宇宙戦艦ヤマト（1974年） - シュルツ ※大林丈史の代役
- まんが日本絵巻（1977年） - 那須与一の父、豊臣秀吉、大石内蔵助、織田信長、新田義貞、侍